# Beatriz Carvajal
Beatriz Pla Navarro (Madrid, 24 de diciembre de 1949), conocida artísticamente como Beatriz Carvajal, es una actriz española.

## Biografía
Actriz con gran experiencia en medios especialmente teatro y televisión donde ha realizado multitud de trabajos que le han dado enorme popularidad destacando sus papeles como Marisa y Goya en las exitosas series Compañeros y La que se avecina respectivamente.También es conocida por su papel de Maribel (la madre de la protagonista) en ´Los Misterios de Laura'.
Desde niña tuvo vocación de actriz incorporándose como meritoria de teatro en la Compañía Nacional cuando contaba con catorce años. Así, su primera actuación fue como actriz europea con un pequeño papel y se produjo en Teatro María Guerrero.
Entre décadas de 1960 y 1970 continuaría haciendo teatro. Intervino en algunas obras de teatro como La zapatera prodigiosa, Mariana Pineda, Los árboles mueren de pie, Spain's strip-tease, La zurra o Cuidado con las personas formales entre otras.
Su debut televisivo vino más tarde en 1978 y de mano del programa 625 líneas dirigido por José Antonio Plaza en el que participó como cómica.
Tras algunos años apartada de él, Beatriz Carvajal regresó al teatro en 1981 para sustituir a Amparo Baró en Los habitantes de la casa deshabitada. Anteriormente, había trabajado en Los frescos con Tomás Zori y Fernando Santos así como en varios episodios del concurso de TVE Lápiz y papel (1981).
En 1982 llevaría sus imitaciones al concurso Un, dos, tres...responda otra vez donde alcanzó gran popularidad con el personaje de La Loli así como con otros conocidos papeles suyos como los de catalana, gallega, prostituta y pasota, que según la propia actriz "son un resumen de la sociedad española y hay en ellos un fondo de crítica social, a veces dura y siempre irónica".
Ese mismo año, con el propósito de dar un giro a su carrera artística, probó suerte con el espectáculo titulado I do, I do. Sin embargo, éste supuso un fracaso económico importante.
En 1983 se despidió del concurso Un, dos, tres... responda otra vez pero regresó en 1985. Además, trabajó en la revista musical Con ellos llegó la risa.
Dos años más tarde volvió a los escenarios, esta vez de mano de Antonio Gala con la obra El hotelito dedicada a cinco autonomías principales. Se trataba de una obra política y humana en la que Beatriz dio vida a una gallega. Posteriormente, representó las obras Lázaro en el laberinto (1986) de Antonio Buero Vallejo, A media luz los tres (1988), de Miguel Mihura y Las salvajes en Puente San Gil (1988) de José Martín Recuerda.
En los años 90 también participaría en una sección de Protagonistas con Luis del Olmo imitando a personalidades como Lola Flores.
Tras intervenir en 1991 en la serie de TVE Una hija más en junio de 1992 actuó en la obra Entre tinieblas, primera película del director español Pedro Almodóvar llevada al teatro bajo dirección de Fermín Cabal. También contó con sección fija en el programa de variedades Querida Concha, conducido por Concha Velasco en Telecinco.
En 1993 llegaría uno de sus personajes más queridos, la gallega doña Filo, esposa del personaje de Alfredo Landa y madre del de Lydia Bosch en la serie de televisión Lleno, por favor de Vicente Escrivá. Dos años más tarde, rodó otra serie con el mismo director y de nuevo para Antena 3. Su papel de Paca, pescadera de ¿Quién da la vez? volvió a consagrarla como una de las actrices españolas más destacadas. En esta ocasión trabajó junto a José Sacristán.

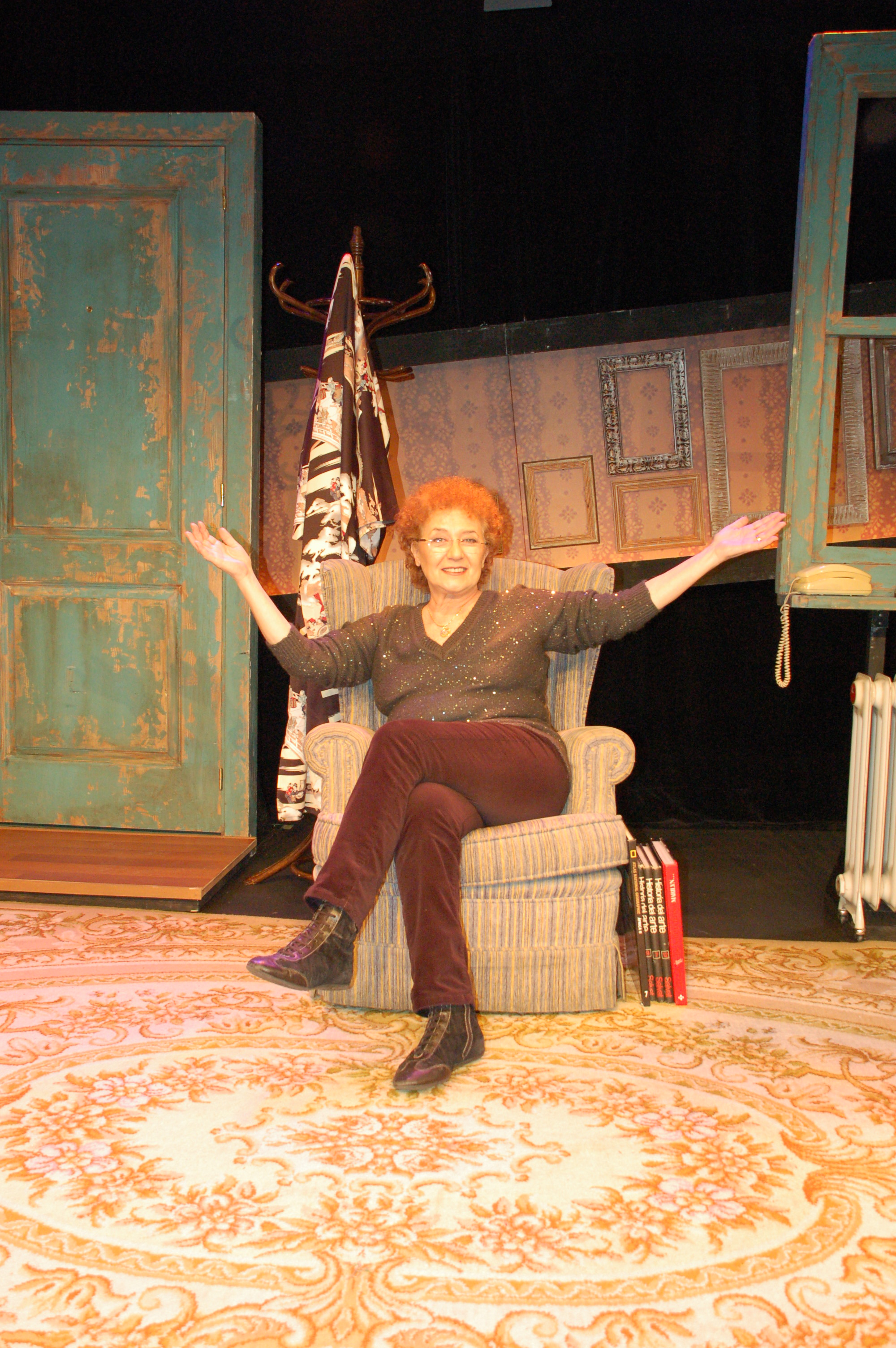
La actriz en 2015

En julio de 1994 representó la obra Los bosques de Nyx en la 40.ª edición del Festival Internacional de Teatro Clásico de Mérida. El elenco se completaba con las actrices Marisa Paredes, Mercedes Sampietro y Natalia Menéndez entre otras bajo dirección de Miguel Bosé.
En 1995 rodó a las órdenes de Álvaro Fernández Armero la película Brujas junto con Ana Álvarez y Penélope Cruz. Ese mismo año protagonizó sin éxito otra serie, Carmen y familia para TVE, dirigida por Óscar Ladoire en la que daba vida a Carmen, propietaria de un estanco.
En años siguientes participaría en películas como Corazón loco (1997) de Antonio del Real, varios cortometrajes como (El Síndrome Martins (1999), de Jaime Magdalena, Velocidad (2000) de Fernando González, Mi abuelo es un animal (2000) de Mariano Barroso y Otro tiempo (2001) de Belén Santos) y más recientemente, Sprint especial (2005) de Juan Carlos Claver y también Ninette (2005) de José Luis Garci con Elsa Pataky y Carlos Hipólito basada en la obra de Miguel Mihura, Ninette y un señor de Murcia.
En teatro triunfó con la obra 5mujeres.com (2002) y en televisión participó con papeles fijos en las series Más que amigos (1998 como Loli), Compañeros (como la profesora Marisa Viñé entre 1998 y 2002), Paco y Veva (2004), Aquí no hay quien viva (2006 como María Jesús, madre del personaje de Malena Alterio).
En 2007 ficha por La que se avecina como Gregoria, mujer de Vicente (Ricardo Arroyo) y madre de Javi (Antonio Pagudo). En junio de 2010 abandonó la serie en el último capítulo de la cuarta temporada de la misma.
En 2011 se anunció que se incorpora al reparto principal de Los misterios de Laura de TVE en la segunda temporada de la serie.
Compatibilizando su labor en la pequeña pantalla con el teatro, en 2011 interpretó la obra El cerco de Leningrado de José Sanchis Sinisterra junto a Magüi Mira; año más tarde intervino en La venganza de Don Mendo (2012) de Pedro Muñoz Seca; en 2013 Las chicas del calendario de Tim Firth.
En julio de 2013 la actriz fichó por Bienvenidos al Lolita, nueva serie musical de Antena 3 en la que dio vida a la madre de Natalia Verbeke. Un año más tarde, regresó a los escenarios con la obra A vueltas con la vida, dirigida por Juan Luis Iborra.
En 2014 se emite la tercera y última temporada de Los misterios de Laura donde interpretaba el papel de Maribel del Bosque, madre de Laura Lebrel (María Pujalte).
En 2016 regresa al teatro con la obra Los diablillos rojos, de Eduardo Aldán.
En 2019 tras cinco años apartada de la televisión regresa a la misma con la serie La caza. Monteperdido con el papel de Caridad, junto a Megan Montaner, Alain Hernández y Jordi Sánchez.

## Vida personal
Nacida el 24 de diciembre de 1949 en Madrid. Hija de madre murciana  (Puerto de Mazarron). Beatriz Carvajal está soltera y es madre de dos hijas adoptivas que se llaman Nisma y Montse Pla, quien trabaja como actriz y con la que coincidió en Compañeros y en Los diablillos rojos.

## Televisión

#### Series de televisión
| Año              | Título                 | Cadena    | Personaje                         | Notas        |
| ---------------- | ---------------------- | --------- | --------------------------------- | ------------ |
| 1990             | Una hija más           | La 1      | Nati                              | 20 episodios |
| 1993             | Lleno, por favor       | Antena 3  | Doña Filo                         | 13 episodios |
| 1995             | ¿Quién da la vez?      | Antena 3  | Paca                              | 13 episodios |
| 1996             | Carmen y familia       | La 1      | Carmen                            | 26 episodios |
| 1998             | Más que amigos         | Telecinco | Loli                              | 29 episodios |
| 1998-2002        | Compañeros             | Antena 3  | María Luisa "Marisa" Viñé         | 93 episodios |
| 2004             | Paco y Veva            | La 1      | Manuela                           | 18 episodios |
| 2004-2006        | Aquí no hay quien viva | Antena 3  | María Jesús Vázquez "La Torrijas" | 29 episodios |
| 2007-2010        | La que se avecina      | Telecinco | Gregoria "Goya" Gutiérrez         | 54 episodios |
| 2011; 2014       | Los misterios de Laura | La 1      | Maribel del Bosque                | 26 episodios |
| 2014             | Bienvenidos al Lolita  | Antena 3  | Dolores "Lola" Reina Jiménez      | 7 episodios  |
| 2019; 2021; 2023 | La caza                | La 1      | Caridad                           | 19 episodios |

#### TV Movies
| Año  | Título                                               | Cadena | Papel              | Notas     |
| ---- | ---------------------------------------------------- | ------ | ------------------ | --------- |
| 2022 | Laura y el misterio del asesino inesperado           | La 1   | Maribel del Bosque | Telefilme |
| 2023 | Laura y el misterio de la novia que esperó demasiado | La 1   | Maribel del Bosque | Telefilme |
| 2023 | Laura y el misterio del paciente suspicaz            | La 1   | Maribel del Bosque | Telefilme |

#### Programas de televisión
| Año         | Título                                 | Cadena   | Función               |
| ----------- | -------------------------------------- | -------- | --------------------- |
| 1982 - 1986 | Un, dos, tres... responda otra vez     | La 1     | Colaboradora          |
| 1992 - 1993 | Querida Concha                         | La 1     | Colaboradora          |
| 2014        | Zapeando                               | La Sexta | Invitada (1 programa) |
| 2021        | Family Feud: La batalla de los famosos | Antena 3 | Invitada (1 programa) |

## Premios y nominaciones
| Año  | Premio                                                                        | Categoría                                                                     | Trabajo                                                                       | Resultado |
| ---- | ----------------------------------------------------------------------------- | ----------------------------------------------------------------------------- | ----------------------------------------------------------------------------- | --------- |
| 1998 | Unión de Actores y Actrices                                                   | Actriz Protagonista TV                                                        | Compañeros                                                                    | Ganadora  |
| 2022 | Unión de Actores y Actrices                                                   | Actriz Secundaria TV                                                          | Laura y el misterio del asesino inesperado                                    | Ganadora  |
| 1993 | Fotogramas de Plata                                                           | Actriz de TV                                                                  | Lleno, por favor                                                              | Nominada  |
| 1999 | Fotogramas de Plata                                                           | Actriz de Teatro                                                              | Misery                                                                        | Ganadora  |
| 2002 | Fotogramas de Plata                                                           | Actriz de Teatro                                                              | 5mujeres.com                                                                  | Nominada  |
| 2005 | Círculo de Escritores Cinematográficos                                        | Actriz Secundaria                                                             | Ninette                                                                       | Nominada  |
| 2000 | TP de Oro                                                                     | Actriz                                                                        | Compañeros                                                                    | Nominada  |
| 1993 | TP de Oro                                                                     | Actriz                                                                        | Lleno, por favor                                                              | Nominada  |
| 2005 | Premio Pepe Isbert del Festival Internacional de Cine de Comedia de Peñíscola | Premio Pepe Isbert del Festival Internacional de Cine de Comedia de Peñíscola | Premio Pepe Isbert del Festival Internacional de Cine de Comedia de Peñíscola | Ganadora  |